# Ильинское (Белосельское сельское поселение)
Ильинское — село в Пошехонском районе Ярославской области России. Входит в состав Белосельского сельского поселения, относится к Белосельскому сельскому округу.

## География
Расположено в 7 км на юго-восток от центра поселения села Белого и в 28 км на юго-восток от райцентра города Пошехонье.

## История
Церковь в селе построена в 1775 году на средства прихожан. В летней церкви был один престол во имя Св. Пророка Илии. В зимней два престола: на правой стороне Рождества Иоанна Предтечи и на левой во имя Св. Николая Чудотворца. 
В конце XIX — начале XX века село входило в состав Займищевской волости Пошехонского уезда Ярославской губернии.
С 1929 года село являлось центром Ильинского сельсовета Пошехонского района, в 1941 — 1959 годах — в составе Арефинского района, с 1954 года — в составе Белосельского сельсовета, с 2005 года — в составе Белосельского сельского поселения.

## Население
| 1859 | 1914 | 2002 | 2007 | 2010 |
| ---- | ---- | ---- | ---- | ---- |
| 85   | ↘65  | ↘7   | →7   | ↘4   |

## Достопримечательности
В селе расположена полуразрушенная колокольня Церкви Илии Пророка (1775).